# Любимовка (Бериславский район)
Любимовка (укр. Любимівка) — село в Нововоронцовской поселковой общине Бериславского района Херсонской области Украины.
Почтовый индекс — 74212. Телефонный код — 5533. Код КОАТУУ — 6524182801.
В марте 2022 года во время полномасштабного вторжения России в Украину было оккупировано российскими войсками. 4 октября 2022 года освобождено Вооружёнными силами Украины в ходе контрнаступления в Херсонской области.
Население составляет 1330 человек.

## Население
Население по переписи 2001 года составляло 1695 человек.

### Языковой состав
Родной язык населения по данным переписи 2001 года:
| Язык       | Численность, чел. | Доля     |
| ---------- | ----------------- | -------- |
| Украинский | 1 635             | 96,46 %  |
| Русский    | 43                | 2,54 %   |
| Другое     | 17                | 1,00 %   |
| Итого      | 1 695             | 100,00 % |

## Местный совет
74212, Херсонская обл., Нововоронцовский р-н, с. Любимовка, ул. Центральная, 33